# Naceur Bedoui
Naceur Bedoui (ur. 15 listopada 1964 w Safakisie) – piłkarz tunezyjski grający na pozycji bramkarza. W swojej karierze rozegrał 1 mecz w reprezentacji Tunezji.

## Kariera klubowa
Karierę piłkarską Bedoui rozpoczął w klubie Espérance Tunis. W jego barwach zadebiutował w pierwszej lidze tunezyjskiej. Wraz z Espérance sięgał po tytuły mistrza Tunezji.
W 1994 roku Bedoui odszedł z Espérance do Club Sportif Sfaxien. Wraz z CS Sfaxien dwukrotnie był mistrzem kraju (1995, 2005), dwukrotnie zdobywał Puchar Tunezji (1995, 2004), jeden raz Puchar Ligi Tunezyjskiej (2003), Puchar CAF (1998) i Arabski Puchar Mistrzów (2000). Karierę zakończył w 2005 roku.

## Kariera reprezentacyjna
W reprezentacji Tunezji Bedoui zadebiutował w 1999 roku (był to jego jedyny mecz w kadrze narodowej). W 2000 roku został powołany do kadry na Puchar Narodów Afryki 2000. Na tym turnieju był rezerwowym bramkarzem dla Chokriego El Ouaera.